# جون بيلي
جون بيلي (بالإنجليزية: John Bailey)‏ (1 أبريل 1957 بليفربول في المملكة المتحدة - ) هو لاعب كرة قدم بريطاني في مركز الظهير. لعب مع بلاكبيرن روفرز ونادي إيفرتون ونادي بريستول سيتي ونيوكاسل يونايتد.

## وصلات خارجية
- جون بيلي على موقع قاعدة بيانات كرة القدم.إي يو (الإنجليزية)
- جون بيلي على موقع عالم كرة القدم.نت (الإنجليزية)